# Samuel Johnson (cầu thủ bóng đá người Anh)
Samuel Clay Johnson (tháng 7 năm 1881 - khổng rõ) là một cầu thủ bóng đá người Anh. Ông thường thi đấu ở vị trí tiền đạo. Sinh ra ở Manchester, ông khởi đầu sự nghiệp với Tonge, nhưng chuyển đến Newton Heath vào tháng 1 năm 1901. Ông có trận ra sân duy nhất vào ngày 20 tháng 3 năm 1901, thi đấu ở vị trí tiền đạo trong thất bại 3-2 trên sân nhà trước Leicester Fosse. Ông chuyển đến Barnsley thi đấu mùa giải 1901-02, nhưng không ra sân trận nào trước khi chuyển sang Heywood vào tháng 11 năm 1902.